# Intruders (película)
Intruders es un thriller hispano-anglosajón dirigido por Juan Carlos Fresnadillo. El guion está firmado por el escritor Nicolás Casariego (finalista del Premio Nadal por su novela Cazadores de luz) y el director Jaime Marqués (Ladrones).

## Argumento
La película narra la historia paralela de dos familias cuyas vidas se ven alteradas por presencias amenazadoras; en España, una madre de familia debe proteger a su hijo Juan del ataque de un desconocido sin rostro; mientras tanto, en Inglaterra, una niña llamada Mia tiene pesadillas con un fantasma llamado Carahueca, un ser que acabará por convertirse en un peligro real para ella y su familia. Las presencias se van haciendo más poderosas y comienzan a dominar sus vidas y las de sus familias. La inquietud y la tensión crecen cuando sus padres también son testigos de estas apariciones.

## Protagonistas
- Clive Owen como John Farrow.
- Daniel Brühl como Padre Antonio.
- Pilar López de Ayala como Luisa.
- Carice van Houten como Susanna.
- Kerry Fox como Dra. Rachel
- Ella Purnell como Mia.
- Adam Leese como Policía.
- Raymond Waring como Policía.
- Izan Corchero como Juan.

## Producción
El proyecto estadounidense-británico y español cuenta entre su reparto con Clive Owen, Kerry Fox, Carice van Houten, Daniel Brühl, Pilar López de Ayala y un breve cameo del argentino Héctor Alterio. El rodaje comenzó a finales de junio en Londres, Madrid y Segovia bajo la dirección de Juan Carlos Fresnadillo. El guion fue escrito por los españoles Nicolás Casariego y Jaime Marqués, basado en un cuento de Juan Carlos Fresnadillo. Belén Atienza y Enrique López Lavigne trabajan como productores de Antena 3 Films, Apaches Entertainment y Universal Pictures.

## Estreno
Paso previo a su estreno el 7 de octubre de 2011, Intruders fue presentada el 13 de septiembre de 2011 en el Festival Internacional de Cine de Toronto, y el 16 de septiembre en el 59 Festival Internacional de Cine de San Sebastián.